# Castillo y arboreto de Balaine
El castillo y arboreto de Balaine (en francés: Château et Arboretum de Balaine) es un arboreto histórico y jardín botánico de 30 hectáreas de extensión, de administración privada en Villeneuve-sur-Allier, Francia. El dominio incluye, además del castillo y la antigua biblioteca, el arboreto con sus fábricas (quiosco, mirador, puente japonés, capilla), el invernadero y la edificación del museo.
Este jardín botánico está catalogado "Collection National" de Francia por el Conservatorio de colecciones vegetales especializadas gracias a su colección de especies de Nyssa.
Se encuentra abierto a diario durante los meses cálidos. Se cobra una tarifa de entrada.
El castillo  fue objeto de una clasificación al título de los monumentos históricos en 1993.

## Historia
El arboreto fue creado en 1804 por Aglaia Adanson, hija del naturalista Michel Adanson, como un parque de estilo Inglés circundando la mansión que heredó de su padre. 
Aglia era una apasionada de la botánica. En 1827 estaba entre los fundadores de la «Société d’horticulture de Paris» (la futura SNHF). 
Conservó la parte más rica de la propiedad heredada de su padre, en donde formó un arboreto con especies exóticas, siguiendo el ejemplo de Joséphine de Beauharnais en el Château de Malmaison en Rueil. 
La familia ha continuado siendo la propietaria del parque desde su creación, y está descrito como el parque botánico privado más antiguo en Francia. Fue clasificado como monumento histórico de Francia en 1993.

## Colecciones
El arboreto contiene actualmente unos 2500 taxones plantados a lo largo de 200 años, incluyendo Acer palmatum, cipreses, Fagus, Carya, Liquidambar, tulíperos, Quercus y Sassafras, además de azalea, camellia, davidia, magnolia, rhododendron, viburnum, hydrangea, una buena colección de Cornus, y rosas antiguas. 
El parque alberga todas las especies del género Nyssa por lo que ostenta la etiqueta de « Collection Nationale » concedida por el CCVS (Conservatoire des collections végétales spécialisées).
Entre los clasificados como "árboles notables de Francia" se encuentra una sequoia gigante (Sequoiadendron giganteum) de 36 metros de altura plantada en 1856, una Sequoia sempervirens, un ciprés calvo de 45 metros de altura procedente de Louisiana plantado en 1822 y un tulipero (Nyssa sylvatica) de 30 metros de altura.

Detalles del Arboretum de Balaine
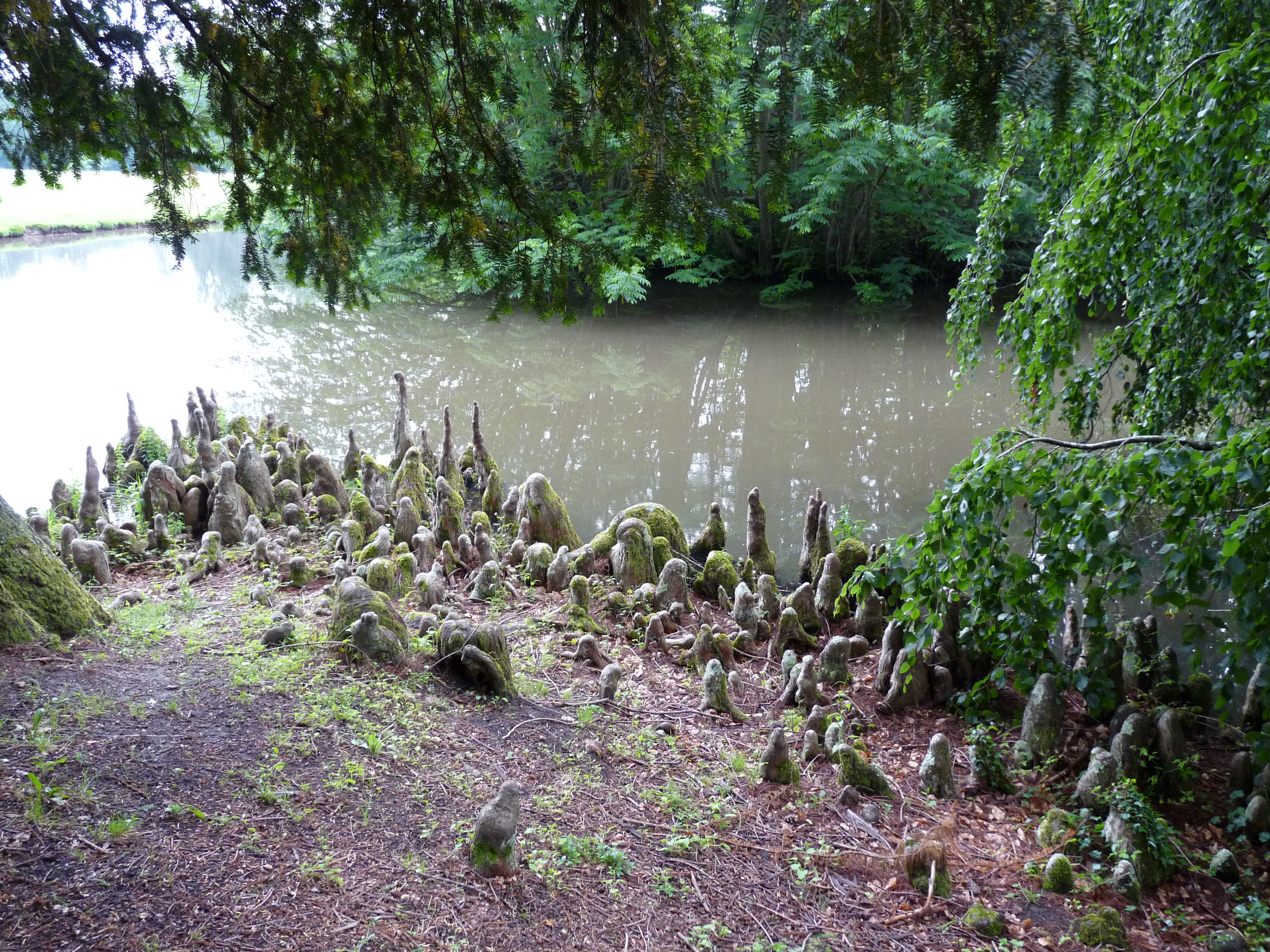
Junto al lago los neumatóforos del ciprés calvo.
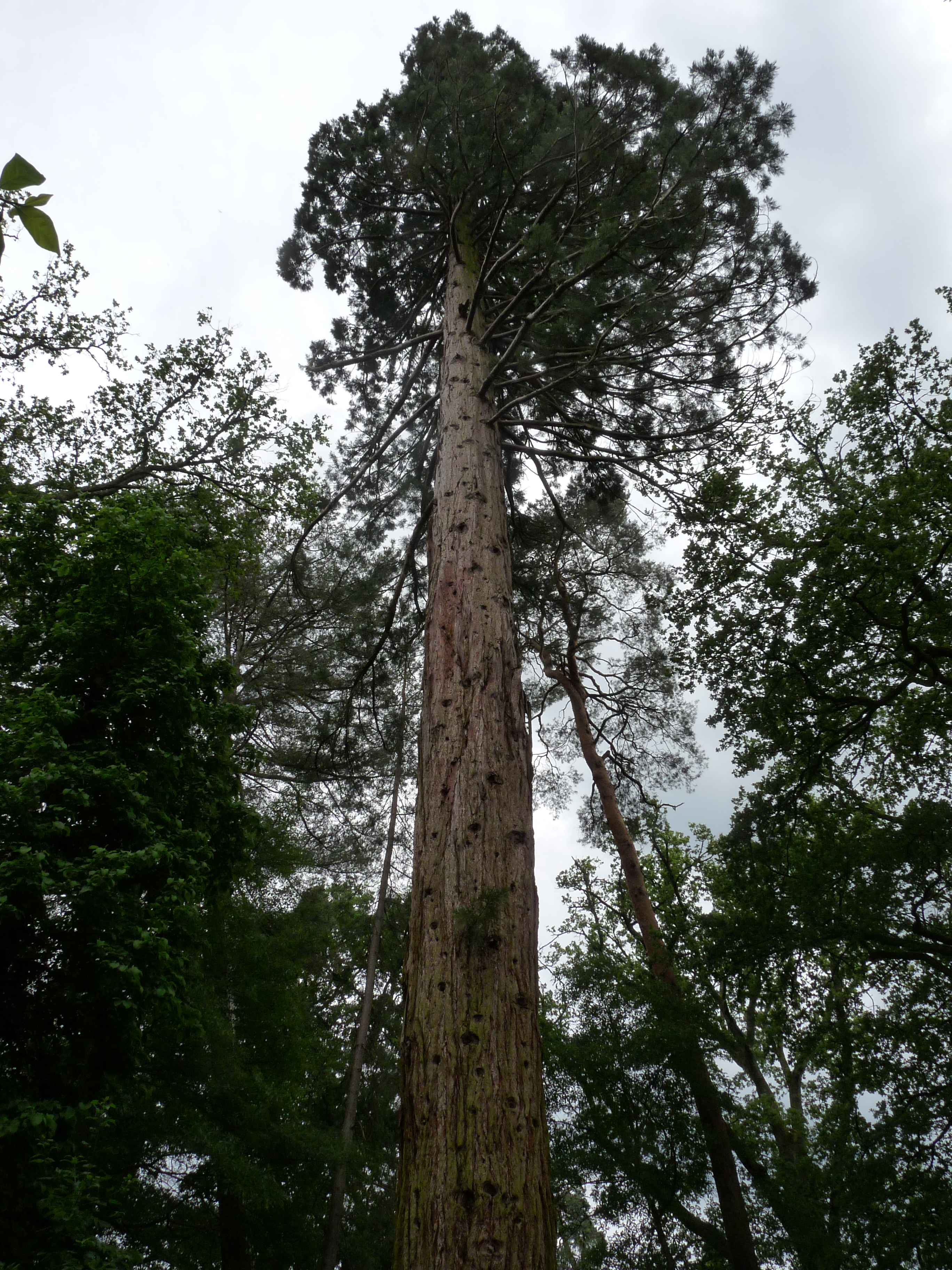
Ejemplar de Sequoya gigante en el Arboreto de Balaine.
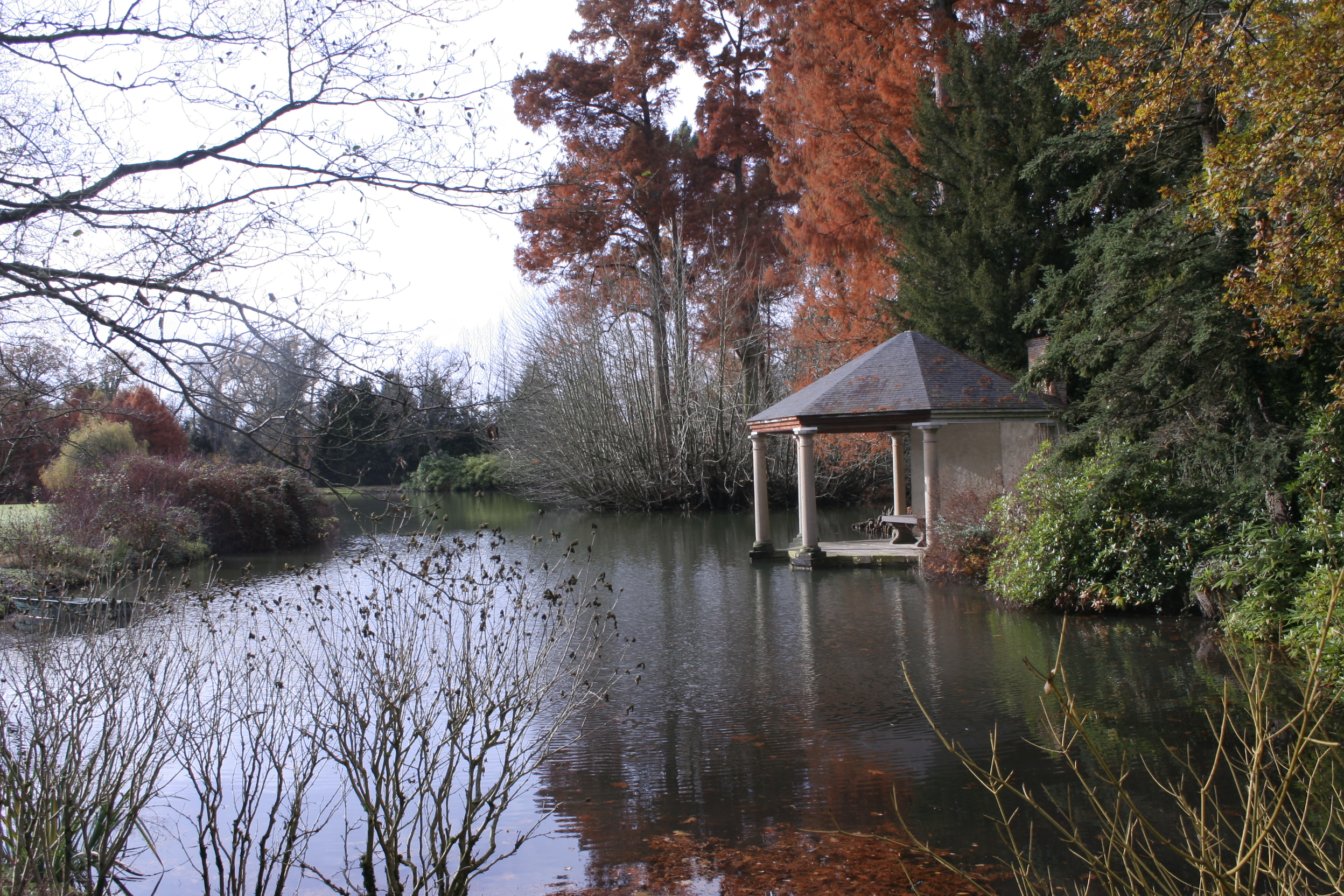
La charca del Arboretum de Balaine.